# 王獻 (景泰進士)
王獻（1435年—？），字惟臣，浙江杭州府仁和縣人，軍籍，明朝政治人物。進士出身。

## 生平
浙江鄉試第八十四名。景泰二年（1451年）辛未科會試第四十九名，殿試登進士第二甲第三十六名。

## 家族
曾祖父王思誠，曾任元醫學提領。祖父王性安，曾任冠帶醫士。父亲王智。